# Habsburg Katalin osztrák hercegnő (1256–1282)
Habsburg Katalin osztrák hercegnő (Rheinfelden, 1256 – Landshut, 1282. április 4. vagy 1282)

## Élete
Katalin I. Rudolf német király és Hohenbergi Gertrúd harmadik gyermekeként, egyben masodik lányaként született.
1279 Bécsben házasságot köttet Ottóval az Alsó-Bajorország hercegével, aki később magyar király lett.

## Gyermekei
- Ikrek:
  - Rudolf (*/† 1280)
  - Henrik (*/† 1280)

## Literatur
- Brigitte Hamann: Die Habsburger, ein biographisches Lexikon. Verlag Carl Ueberreuter, Wien 1988, ISBN 3-8000-3247-3, S. 232.

## Fordítás
- Ez a szócikk részben vagy egészben a Katharina von Habsburg című német Wikipédia-szócikk fordításán alapul.  Az eredeti cikk szerkesztőit annak laptörténete sorolja fel. Ez a jelzés csupán a megfogalmazás eredetét és a szerzői jogokat jelzi, nem szolgál a cikkben szereplő információk forrásmegjelöléseként.

Kategória:Osztrák hercegnék